# Tarka Magyar!
A Tarka Magyar! elnevezésű tüntetést 2008. október 4-én tartották Budapesten. A szervezők céljai szerint azért, hogy résztvevői hitet tegyenek az Alkotmány 70/A paragrafusa (1) bekezdése mellett és utasítsák el az erőszak és a kirekesztés minden formáját. Mindössze néhány ezer ember vett rajta részt annak ellenére, hogy a média és a parlamenti pártok teljes támogatását élvezhették a szervezők. A rendezvényen megjelent számos közéleti személyiség, köztük néhány baloldali és liberális politikus is, bár a demonstráció szervezői kifejezetten magánembereket hívtak tüntetni a társadalmi béke érdekében. A demonstráció elnevezésével Magyarország sokszínűségére kívántak utalni. A tüntetéshez kapcsolódó nyilatkozatot számos civilszervezet és politikus aláírta.

## Létrejötte
A Tarka Magyar! demonstrációt az erőszak és kirekesztés elleni tüntetésként jelentett be egy magánszemély. Bárki csatlakozhatott hozzá, aki egyetértett a céljaival. Igen jelentős médiatámogatást kapott a magyarországi írott és elektronikai sajtótól, szinte mindenhol megjelent a kezdeményezés. A rendezvényre 100 000 embert vártak a szervezők, így ha megvalósult volna, ez lett volna a rendszerváltás óta a szervezők szerint a legnagyobb civil, politikamentes rendezvény.

## Viták az esemény körül
A rendezvényt támogató nyilatkozatot minden parlamenti párt vezetője aláírta, de ennek bejelentését a szervezők a rendezvény előtti utolsó pillanatokra akarták időzíteni. Habár az ötlet megálmodói politikamentesnek képzelték az eseményt, és kifejezetten kértek minden aláírót, hogy ne kommentálják, Gyurcsány Ferenc akkori miniszterelnök mégis megtette azt, így a szervezők kénytelenek voltak sajtóközleményt kiadni, hogy ne érezze senki úgy, hogy a szocialista politikus kisajátítja a rendezvényt. A Magyar Demokratikus Charta alapítói azt kérték a mozgalomhoz csatlakozóktól, hogy vegyenek részt a Tarka Magyar néven szervezett civil demonstráción.
A Tomcat néven elhíresült blogger ellentüntetést jelentett be a rendőrségen a felvonulók ellen, ugyanazon útvonalon, csak egymással szemben haladva az Andrássy út szervizútjára. Miután a Bombagyár stábja megtudta, hogy azon Gyurcsány Ferenc is részt kíván venni, lemondták a rendezvényt és a tüntetési szándékukat is.
A rendőrség ennek hírére először az egész belvárost le akarta kordonokkal zárni, okulva a 2008-as melegfelvonulás alatt történtekből, azonban később módosította álláspontját, és csak a mellékutcákat zárta le. A menethez csak a Hősök terénél, illetve az Erzsébet térnél lehetett csatlakozni. A szervezők csak azt engedték maguk közé, akit jónak láttak – ez gyakorlatilag annyit jelentett, hogy az árpádsávos zászlót hordozóknak nem engedték a belépést. A rendezvényt igen nagy erőkkel biztosította a rendőrség, vidékről is több megyéből rendeltek fel a fővárosba rendfenntartókat.

## A felvonulás
Az eseményen az előzetes várakozásokkal ellentétben, a becslések szerint is csupán 2000-en voltak a menet indulásakor, később a tömeg 4-5 ezer főre duzzadt. Az eseményt közleményben üdvözölte Sólyom László köztársasági elnök is. Nagyon sok rendőr biztosította az eseményt, ellentüntetők azonban alig lézengtek. Ennek ellenére jelentős forgalmi dugók alakultak ki a lezárások miatt. A szervezők a csekély létszámot (előzetesen 100 000 embert vártak) a rossz idővel (borult, 10-12 °C volt aznap), valamint azzal magyarázták, hogy a politika rátelepült a rendezvényre. A rendezvényen több közéleti személyiség és politikus is megjelent. A vonuló menethez végül is csak a Hősök terén kapcsolódott Gyurcsány Ferenc, számos biztonsági emberrel körülvéve. Ott volt még Novák Péter, Gerendai Károly, Bródy János, Till Attila és Heller Ágnes filozófusnő. Az SZDSZ-es politikusok közül Léderer András és Eörsi Mátyás volt jelen.
Más politikusokat, illetve közéleti személyeket alig-alig láttak a tudósítók, pedig sok neves ember támogatta előzetesen a demonstrációt. Az itt felállított színpadon zenélt Rácz Kati és a Flush zenekar, akik a 2008-as budapesti melegfelvonuláson történt durva atrocitások miatt nem tudtak ugyanitt fellépni. A tüntetés végén a résztvevők magasba emeltek számos sokszínű ruhadarabot, ezzel is demonstrálva a céljaikat.